# Espace colonne et espace des rangées

Les vecteurs ligne d'une matrice. L'espace des rangées de cette matrice est l'espace vectoriel généré par ses vecteurs ligne.

Les vecteurs colonne d'une matrice. L'espace des colonnes de cette matrice est l'espace vectoriel généré par ses vecteurs colonne.

En algèbre linéaire, l'espace colonne (aussi appelé espace des colonnes ou image) d'une matrice A est l'espace engendré par toutes les combinaisons linéaires de ses vecteurs colonne. L'espace colonne d'une matrice est l'image de l'application linéaire correspondante.
Soit {\displaystyle \mathbb {K} } un corps. L'espace colonne d'une matrice de taille {\displaystyle m\times n} à éléments dans {\displaystyle \mathbb {K} } est un sous-espace vectoriel de {\displaystyle \mathbb {K} ^{m}}. La dimension d'un espace colonne est appelé le rang d'une matrice et est au plus égal au minimum de {\displaystyle m} et {\displaystyle n}. 
Une définition des matrices sur un anneau {\displaystyle \mathbb {A} } est également possible.
L'espace ligne (ou espace des rangées) est défini de façon similaire.
Cet article ne traite que le cas de matrices réelles. Les espaces colonne et ligne sont donc des sous-espaces des espaces réel {\displaystyle \mathbb {R} ^{m}} et {\displaystyle \mathbb {R} ^{n}} respectivement.

## Présentation générale
Soit A une matrice de taille m×n. Alors 
1. rg(A) = dim(Vect(Col(A))) = dim(Vect(L(A)))[2],
2. rg(A) = nombre de pivots dans toute forme échelonnée de A,
3. rg(A) = nombre maximum d'éléments linéairement indépendants parmi les colonnes et les lignes de A[3].

En considérant la matrice comme une application linéaire de {\displaystyle \mathbb {R} ^{n}} et {\displaystyle \mathbb {R} ^{m}}, l'espace colonne de la matrice correspond à l'image de cette application linéaire.
L'espace colonne d'une matrice A est l'ensemble de toutes les combinaisons linéaires des colonnes de A. Si A = [a1, ..., an], alors Vect(Col(A) = Vect{a1, ...., an} .
Le concept d'espace des rangées s'étend aux matrices complexes, ou pour tout corps.
Intuitivement, pour une matrice donnée A, l'action d'une matrice A sur un vecteur x va renvoyer une combinaison linéaire des colonnes de A pondérées par les coordonnées de x comme coefficients.

### Exemple
Soit la matrice J :
{\displaystyle J={\begin{bmatrix}2&4&1&3&2\\-1&-2&1&0&5\\1&6&2&2&2\\3&6&2&5&1\end{bmatrix}}}
les lignes sont donc
r1 = (2,4,1,3,2),
r2 = (−1,−2,1,0,5),
r3 = (1,6,2,2,2),
r4 = (3,6,2,5,1).
Ainsi, l'espace ligne de J est le sous-espace de R5 engendré par { r1, r2, r3, r4 }.   
Ces quatre vecteurs lignes sont linéairement indépendants, donc l'espace ligne est de dimension 4. On peut aller plus loin en remarquant que les quatre vecteurs sont orthogonaux au vecteur ligne n = (6,−1,4,−4,0), donc l'espace ligne de J peut être défini comme le sous-espace des vecteurs de {\displaystyle \mathbb {R} ^{5}} à n.

## Espace colonne

### Définition
Soit K un corps de scalaires. Soit A une matrice m × n, de vecteurs colonnes v1, v2, ..., vn. Une combinaison linéaire de ces vecteurs est un vecteur de la forme
{\displaystyle c_{1}\mathbf {v} _{1}+c_{2}\mathbf {v} _{2}+\cdots +c_{n}\mathbf {v} _{n},}
avec c1, c2, ..., cn des scalaires. On désigne l'ensemble de toutes les combinaisons linéaires (ou sous-espace vectoriel engendré) de v1, ... ,vn l'espace colonne de A.
Toute combinaison linéaire des vecteurs colonne de la matrice A peut être écrite comme le produit matriciel de A avec un vecteur colonne :
{\displaystyle {\begin{array}{rcl}A{\begin{bmatrix}c_{1}\\\vdots \\c_{n}\end{bmatrix}}&=&{\begin{bmatrix}a_{11}&\cdots &a_{1n}\\\vdots &\ddots &\vdots \\a_{m1}&\cdots &a_{mn}\end{bmatrix}}{\begin{bmatrix}c_{1}\\\vdots \\c_{n}\end{bmatrix}}={\begin{bmatrix}c_{1}a_{11}+&\cdots &+c_{n}a_{1n}\\\vdots &\vdots &\vdots \\c_{1}a_{m1}+&\cdots &+c_{n}a_{mn}\end{bmatrix}}=c_{1}{\begin{bmatrix}a_{11}\\\vdots \\a_{m1}\end{bmatrix}}+\cdots +c_{n}{\begin{bmatrix}a_{1n}\\\vdots \\a_{mn}\end{bmatrix}}\\&=&c_{1}\mathbf {v} _{1}+\cdots +c_{n}\mathbf {v} _{n}\end{array}}.}
Ainsi l'espace colonne de A consiste en l'ensemble de tous les produits de la forme Ax, pour x ∈ Cn. On retrouve ainsi l'idée de l'image de la transformation matricielle (en) correspondante.
Exemple
Si {\displaystyle A={\begin{bmatrix}1&0\\0&1\\2&0\end{bmatrix}}}, alors les vecteurs colonnes sont v1 = (1, 0, 2)T et v2 = (0, 1, 0)T.
Une combinaison linéaire de v1 et v2 est tout vecteur de la forme
{\displaystyle c_{1}{\begin{bmatrix}1\\0\\2\end{bmatrix}}+c_{2}{\begin{bmatrix}0\\1\\0\end{bmatrix}}={\begin{bmatrix}c_{1}\\c_{2}\\2c_{1}\end{bmatrix}}\,}
L'ensemble de tous les vecteurs de la sorte forme l'espace colonne de A. Dans ce cas, l'espace colonne est précisément l'ensemble de vecteurs (x, y, z) ∈ R3 vérifiant l'équation {\displaystyle z=2x} et {\displaystyle \mathbb {R} ^{m}} (en coordonnées cartésiennes, cet ensemble est un plan de l'espace passant par l'origine).

### Bases
Les colonnes de A engendrent l'espace colonne, mais ils n'en forment pas nécessairement une base si les vecteurs colonne ne sont pas linéairement indépendants, auquel cas seul un sous-ensemble de ces vecteurs formera une base. Cependant, les opérations élémentaires sur les lignes n'affectent pas les relations de dépendances sur les vecteurs colonne. Il est ainsi possible d'utiliser la réduction de ligne pour trouver une base de l'espace colonne.
Par exemple, considérons la matrice
{\displaystyle A={\begin{bmatrix}1&3&1&4\\2&7&3&9\\1&5&3&1\\1&2&0&8\end{bmatrix}}{\text{.}}}
Les colonnes de cette matrice engendrent l'espace colonne, mais pour en trouver une base, on transforme A en sa forme échelonnée réduite par lignes par une élimination de Gauss-Jordan
{\displaystyle {\begin{bmatrix}1&3&1&4\\2&7&3&9\\1&5&3&1\\1&2&0&8\end{bmatrix}}\sim {\begin{bmatrix}1&3&1&4\\0&1&1&1\\0&2&2&-3\\0&-1&-1&4\end{bmatrix}}\sim {\begin{bmatrix}1&0&-2&1\\0&1&1&1\\0&0&0&-5\\0&0&0&5\end{bmatrix}}\sim {\begin{bmatrix}1&0&-2&0\\0&1&1&0\\0&0&0&1\\0&0&0&0\end{bmatrix}}{\text{.}}}
Il apparaît alors que les premier, deuxième et quatrième colonnes sont linéairement indépendantes, mais on a v3 = –2v1 + v2. Ces trois vecteurs forment donc une base de l'espace colonne :
{\displaystyle {\begin{bmatrix}1\\2\\1\\1\end{bmatrix}},\;\;{\begin{bmatrix}3\\7\\5\\2\end{bmatrix}},\;\;{\begin{bmatrix}4\\9\\1\\8\end{bmatrix}}{\text{.}}}
On peut remarquer que les colonnes indépendantes de la forme échelonnée réduite sont précisément les colonnes avec les pivots. On peut ainsi déterminer quelles colonnes sont indépendantes simplement en réduisant à la forme échelonnée. 
Cet algorithme peut également servir à déterminer les relations de dépendance dans les ensembles de vecteurs, et en extraire une base de tout sous-espace engendré. De même, trouver une base de l'espace colonne de A est équivalent à trouver une base de l'espace ligne de la matrice transposée AT.
Pour trouver une base dans des cas plus pratiques (pour des matrices de grande taille par exemple), on utilise souvent la décomposition en valeurs singulières.

### Dimension
La dimension de l'espace colonne est appelé le rang de la matrice. Le rang est égal au nombre de pivots dans la forme échelonnée réduite, et au nombre maximum de colonnes linéairement indépendantes qui peuvent être choisies dans la matrice. Par exemple, la matrice 4 × 4 de l'exemple vu ci-dessus est de rang 3.
Comme l'espace colonne est l'image de la transformation matricielle correspondante, le rang d'une matrice est aussi égal à la dimension de son image. Par exemple, la transformation R4 → R4 décrite par la matrice ci-dessus envoie tout vecteur de R4 sur un sous-espace de R3.
La dimension du noyau est égale au nombre de colonnes de sa forme échelonnée réduite sans pivots (des colonnes sans pivots représentent des variables libres dans le système d'équations linéaires homogène associé). Le rang et la dimension du noyau d'une matrice A de Rn sont liés par la relation suivante :
{\displaystyle {\text{rg}}(A)+\dim({ker}A)=n.\,}
Ce résultat est connu comme le théorème du rang.

### Relation avec le noyau à gauche
Le noyau à gauche ou conoyau de A est l'ensemble des vecteurs x vérifiant xTA = 0T. Il correspond au noyau de la transposée de A. Le produit d'une matrice AT et le vecteur x peut être écrit en termes de produits scalaires de vecteurs :
{\displaystyle A^{\mathsf {T}}\mathbf {x} ={\begin{bmatrix}\mathbf {v} _{1}\cdot \mathbf {x} \\\mathbf {v} _{2}\cdot \mathbf {x} \\\vdots \\\mathbf {v} _{n}\cdot \mathbf {x} \end{bmatrix}},}
car les vecteurs ligne de AT sont les transposés des vecteurs colonne vk de A. Ainsi, ATx = 0 si et seulement si x est orthogonal à chaque colonne de A.
Ainsi, le noyau à gauche de A (le noyau de AT) est le complément orthogonal de l'espace colonne de A.
Pour une matrice A, l'espace colonne, l'espace ligne, le noyau et le conoyau sont parfois désignés comme les « quatre sous-espaces fondamentaux ».

### Pour les matrices sur un anneau
De façon similaire, l'espace colonne (parfois précisé à droite en cas d'ambiguïtés) peut être défini pour les matrices sur un anneau A comme
{\displaystyle \sum \limits _{k=1}^{n}\mathbf {v} _{k}c_{k}}
pour tout c1, ..., cn, avec un replacement du vecteur du m-espace par un "module libre à droite", qui change l'ordre de la multiplication par un scalaire du vecteur vk par le scalaire ck de sorte qu'il est écrit dans l'ordre non usuel vecteur–scalaire. Cette précision est d'importance sur les anneaux non commutatifs.

## Espace des rangées

### Définition
Soit K un corps de scalaires. Soit A une matrice m × n, de vecteurs lignes r1, r2, ... , rm. Une combinaison linéaire de ces vecteurs est tout vecteur de la forme
{\displaystyle c_{1}\mathbf {r} _{1}+c_{2}\mathbf {r} _{2}+\cdots +c_{m}\mathbf {r} _{m},}
où c1, c2, ... , cm sont des scalaires. L'ensemble de toutes les combinaisons linéaires possibles de r1, ... , rm est appelé l'espace des rangées de A. Ainsi, l'espace des rangées de A est le sous-espace vectoriel engendré des vecteurs r1, ... , rm.
Pour exemple, si
{\displaystyle A={\begin{bmatrix}1&0&2\\0&1&0\end{bmatrix}},}
alors les vecteurs sont r1 = (1, 0, 2) et r2 = (0, 1, 0). Une combinaison linéaire de r1 et r2 est tout vecteur de la forme
{\displaystyle c_{1}(1,0,2)+c_{2}(0,1,0)=(c_{1},c_{2},2c_{1}).\,}
L'ensemble de tous les vecteurs de la sorte est l'espace des rangées de A. Dans ce cas, l'espace des rangées est précisément l'ensemble des vecteurs (x, y, z) ∈ K3 satisfaisant l'équation z = 2x (par des coordonnées cartésiennes, cet ensemble est un plan de l'espace passant par l'origine).
Pour une matrice qui représente un système linéaire homogène, l'espace des rangées est formé de toutes les équations linéaires construites par combinaison linéaire de celle du système.
Par construction, l'espace des colonnes de A est égale à l'espace des rangées de AT.

### Bases
L'espace des rangées n'est pas affecté par les pivots élémentaires sur les lignes. Il est ainsi possible d'utiliser la réduction des lignes pour trouver une base pour l'espace ligne.
Par exemple, on considère la matrice
{\displaystyle A={\begin{bmatrix}1&3&2\\2&7&4\\1&5&2\end{bmatrix}}.}
On la réduit à sa forme échelonnée. On note les lignes r1, r2, r3.
{\displaystyle {\begin{bmatrix}1&3&2\\2&7&4\\1&5&2\end{bmatrix}}\underbrace {\sim } _{r_{2}-2r_{1}}{\begin{bmatrix}1&3&2\\0&1&0\\1&5&2\end{bmatrix}}\underbrace {\sim } _{r_{3}-r_{1}}{\begin{bmatrix}1&3&2\\0&1&0\\0&2&0\end{bmatrix}}\underbrace {\sim } _{r_{3}-2r_{2}}{\begin{bmatrix}1&3&2\\0&1&0\\0&0&0\end{bmatrix}}\underbrace {\sim } _{r_{1}-3r_{2}}{\begin{bmatrix}1&0&2\\0&1&0\\0&0&0\end{bmatrix}}.}
Une fois la matrice réduite sous une forme échelonnée, les lignes non nulles forment une base de l'espace des rangées. Dans ce cas, une base est { (1, 3, 2), (2, 7, 4) }. Une autre est { (1, 0, 2), (0, 1, 0) }, déduite en continuant la réduction. Cet exemple est valide pour les nombres réels, les nombres rationnels et d'autres corps. Cette méthode ne fonctionne pas forcément sur des corps et des anneaux de caractéristique non nulle.
Cet algorithme peut être utilisé de façon générale pour une base pour l'espace généré par un ensemble de vecteurs. Si la matrice est simplifiée en une forme échelonnée, alors la base est entièrement définie par son espace des rangées.
Il est parfois utile de trouver une base de l'espace des rangées parmi les lignes de la matrice originale (par exemple, ce résultat sert de preuve élémentaire que le rang du déterminant d'une matrice est égal à son rang). Comme les opérations sur les lignes peuvent affecter les relations de dépendance linéaire sur les vecteurs lignes, une telle base est trouvée de façon indirecte par le fait que l'espace colonne de AT est égal à l'espace ligne de A. En reprenant l'exemple précédent de la matrice A, on considère AT et on la réduit sous forme échelonnée :
{\displaystyle A^{T}={\begin{bmatrix}1&2&1\\3&7&5\\2&4&2\end{bmatrix}}\sim {\begin{bmatrix}1&2&1\\0&1&2\\0&0&0\end{bmatrix}}.}
Les pivots indiquent que les deux premières colonnes de AT forment une base de l'espace des colonnes de AT. Ainsi, les deux premières lignes de A (avant toute réduction de ligne) forment également une base de l'espace des rangées de A.

### Dimension
La dimension de l'espace des rangées est appelé rang de la matrice. Elle est égale au nombre maximum de lignes de la matrice linéairement indépendantes, et au nombre de pivots. Par exemple, la matrice 3 × 3 de l'exemple précédent a un rang 2.
Le rang d'une matrice est aussi égal à la dimension de son espace colonne.

### Relation avec le noyau
Le noyau de la matrice A est l'ensemble de tous les vecteurs x tels que Ax = 0. On peut réécrire le produit matriciel de A et du vecteur x en termes de produits scalaires de vecteurs :
{\displaystyle A\mathbf {x} ={\begin{bmatrix}\mathbf {r} _{1}\cdot \mathbf {x} \\\mathbf {r} _{2}\cdot \mathbf {x} \\\vdots \\\mathbf {r} _{m}\cdot \mathbf {x} \end{bmatrix}},}
où r1, ... , rm sont les vecteurs ligne de A.  Ainsi Ax = 0 si et seulement si x est orthogonal à chaque vecteur ligne de A.
Ainsi, le noyau de A est le complément orthogonal de l'espace des rangées. Par exemple, si l'espace des rangées est un plan passant par l'origine en trois dimensions, le noyau sera alors la droite orthogonale passant par l'origine.

### Relation avec la coimage
Si V et W sont des espaces vectoriels, alors le noyau d'une fonction linéaire T: V → W est l'ensemble des vecteurs v ∈ V tels que T(v) = 0W. Le noyau d'une fonction linéaire est analogue au noyau d'une matrice.
Si V est muni d'un produit scalaire, alors le complément orthogonal du noyau peut être vu comme une généralisation de l'espace des rangées. Cet espace est parfois appelé coimage de T.  La transformation T est isomorphe à sa coimage, et la coimage est isomorphe à l'image de T.
Si V n'a pas de produit scalaire, la coimage de T peut être définie comme l'espace vectoriel quotient V / ker(T).